# Безхутрий Юрій Миколайович
Ю́рій Микола́йович Безху́трий (6 липня 1948, Харків) — доктор філологічних наук, професор Харківського національного університету імені В. Н. Каразіна. Син українського мистецтвознавця та письменника Безхутрого Миколи Микитовича.

## Освіта
У 1971 році закінчив навчання на філологічному факультеті Харківського національного університету імені В. Н. Каразіна, а у 1974 році — аспірантуру при кафедрі історії української літератури. У 1977 році захистив кандидатську дисертацію на тему «Творчість Олександра Ільченка (проблеми індивідуального стилю)», а у 2003 році — докторську дисертацію на тему «Художній світ Миколи Хвильового».

## Трудова діяльність
Після закінчення аспірантури у 1974 році почав викладацьку діяльність у ХНУ ім. В. Н. Каразіна, у 1980—1983 рр. був заступником декана філологічного факультету з наукової роботи, а з 1983 по 1998 р. — з навчальної роботи, головою факультетської навчально-методичної комісії. З 1998 по 2020 рік обіймав посаду декана філологічного факультету. У 1997—2004 роках був членом Спеціалізованої вченої ради із захисту кандидатських дисертацій, а з 2004 р. — голова Спеціалізованої вченої ради при Харківському національному університеті імені В. Н. Каразіна із захисту кандидатських дисертацій.

## Науковий доробок
Більшість наукових праць пов'язані з дослідженням української літератури XX століття, зокрема творчості Миколи Хвильового: окреслення особливостей його художнього світу та зв'язку з філософсько-естетичною парадигмою модернізму. Отримані висновки вплинули на визначення місця та вагомості творчості Миколи Хвильового в українській літературі, а також на встановлення закономірностей у формуванні літературних напрямів і стилів.
Автор монографії «Хвильовий: проблеми інтерпретації» та ще понад 100 наукових праць.

## Нагороди
У 2015 році нагороджений орденом «За заслуги» III ступеня за значний особистий внесок у розвиток національної освіти, підготовку кваліфікованих фахівців, багаторічну плідну педагогічну діяльність та високий професіоналізм.